# Hydrotaea maquensis
Hydrotaea maquensis este o specie de muște din genul Hydrotaea, familia Muscidae, descrisă de Wu în anul 1990. Conform Catalogue of Life specia Hydrotaea maquensis nu are subspecii cunoscute.